# 1307 Cimmeria
1307 Cimmeria este un asteroid din centura principală, descoperit pe 17 octombrie 1930, de Grigori Neuimin.